# Hochland von Bié

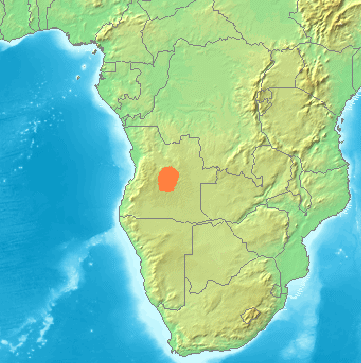
Lage des Hochlands von Bié

Das Hochland von Bié (bzw. Bihé) befindet sich in der Mitte von Angola, als ein Teil der nach Osten und Süden abfallenden zentralen Hochlandebenen (Planoalto). Es ragt bis zu 2619 m hoch auf.

## Geographie
Im Norden geht das Hochland in die Niederguineaschwelle über und im Nordosten in das Kongobecken. Mehr im Osten als im Nordosten verschmilzt es fast nahtlos mit der Lundaschwelle; im Osten fällt es aber auch zum recht weitläufigen Tal des Sambesi hin ab. Im Südosten geht es in das Okavangobecken über und im Süden schließt sich das Ovamboland an. Im Südwesten geht das Bié-Hochland in das 2275 m hohe Shelagebirge (Serra da Chela) über, mit dem zusammen es bisweilen zum nordwestlichsten Ausläufer der großen Randstufe des südlichen Afrikas gezählt wird. Im Westen fällt es zum schmalen Tiefland an der Atlantikküste ab.
Das Bié-Hochland, das zusammen mit dem Lunda-Hochland den größten Teil Angolas ausmacht, ist in der Landes-Mitte bergig; nach Süden hin fällt es nach und nach ab und ist dort flach strukturiert. Die höchste Erhebung des Bié-Hochlands ist der Môco mit 2619 m.
Die Benguelabahn durchquert das Hochland von West nach Ost. Größter Ort des Hochlands ist Huambo.

## Größte Flüsse
Ungefähr vom Mittelpunkt des Bié-Hochland verlaufen zahlreiche kleine und große Flüsse strahlenförmig in viele Himmelsrichtungen. Die wichtigsten Flüsse sind (im Uhrzeigersinn):
- Cuanza (Kuanza) – in Richtung Nordwesten zum Atlantik
- Kasai und weitere Zuflüsse des Kongo – in Richtung Nordosten
- Lungwebungu – nach Osten zum Sambesi
- Cuando (Kuando) – in Richtung Südosten zum Sambesi
- Cubango-Okavango – in Richtung Süden/Südosten
- Cunene – in Richtung Südwesten
- In Richtung Westen (zum Atlantik) fließen nur kleinere Flüsse

## Größter Ort
- Huambo (Neu-Lissabon)